# Bredene Koksijde Classic 2025
De 23e editie van de Belgische wielerwedstrijd Bredene Koksijde Classic vond plaats op 21 maart 2025. De wedstrijd startte in Bredene en finishte 200,9 kilometer later in Koksijde. De wedstrijd maakte deel uit van de UCI ProSeries, met de categorie 1.Pro. De Belg Edward Theuns won, voor de Amerikaan Luke Lamperti en Nils Eekhoff uit Nederland.

## Uitslag
| Plaats  | Naam               | Ploeg                 | Tijd     |
| ------- | ------------------ | --------------------- | -------- |
| Winnaar | Edward Theuns      | Lidl-Trek             | 4u15'50" |
| 2       | Luke Lamperti      | Soudal Quick-Step     | z.t.     |
| 3       | Nils Eekhoff       | Picnic PostNL         | z.t.     |
| 4       | Ethan Vernon       | Israel-Premier Tech   | z.t.     |
| 5       | Vito Braet         | Intermarché-Wanty     | z.t.     |
| 6       | Florian Vermeersch | UAE Team Emirates-XRG | z.t.     |
| 7       | Robbe Ghys         | Alpecin-Deceuninck    | z.t.     |
| 8       | Stian Fredheim     | Uno-X Mobility        | z.t.     |
| 9       | Milan Fretin       | Cofidis               | z.t.     |
| 10      | Alessandro Romele  | XDS Astana            | z.t.     |
| 11      | Alec Segaert       | Lotto                 | z.t.     |
| 12      | Aimé De Gendt      | Cofidis               | z.t.     |
| 13      | Matteo Moschetti   | Q36.5                 | z.t.     |
| 14      | Erik Resell        | Uno-X Mobility        | z.t.     |
| 15      | Tim Marsman        | VolkerWessels         | z.t.     |
| 16      | Hugo Hofstetter    | Israel-Premier Tech   | z.t.     |
| 17      | Alberto Dainese    | Tudor                 | z.t.     |
| 18      | Gerben Thijssen    | Intermarché-Wanty     | z.t.     |
| 19      | Warre Vangheluwe   | Soudal Quick-Step     | z.t.     |
| 20      | Arne Marit         | Intermarché-Wanty     | z.t.     |

2002 · 2003 · 2004 · 2005 · 2006 · 2007 · 2008 · 2009 · 2010 · 2011 · 2012 · 2013 · 2014 · 2015 · 2016 · 2017 · 2018 · 2019 · 2020 · 2021 · 2022 · 2023 · 2024 · 2025
Ronde van Valencia ·
Ronde van Oman ·
Clásica de Almería ·
Figueira Champions Classic ·
Ronde van de Algarve ·
Ruta del Sol ·
Ardèche Classic ·
Drôme Classic ·
Kuurne-Brussel-Kuurne ·
Trofeo Laigueglia ·
Nokere Koerse ·
Milaan-Turijn ·
GP Denain ·
Bredene Koksijde Classic ·
Grote Prijs Miguel Indurain ·
Ronde van Hainan ·
Scheldeprijs ·
Brabantse Pijl ·
Ronde van de Alpen ·
Ronde van Turkije ·
Grote Prijs van Plumelec ·
Tro Bro Léon ·
Klassiek Duinkerke-GP van de Hauts-de-France ·
Vierdaagse van Duinkerke ·
Ronde van Hongarije ·
Veenendaal-Veenendaal ·
Antwerp Port Epic ·
Boucles de la Mayenne ·
Ronde van Noorwegen ·
Ronde van Slovenië ·
Brussels Cycling Classic ·
Dwars door het Hageland ·
Mont Ventoux Dénivelé Challenge ·
Ronde van België ·
Ronde van het Qinghaimeer ·
Ronde van Wallonië ·
Ronde van Burgos ·
Arctic Race of Norway ·
Ronde van Denemarken ·
Circuit Franco-Belge ·
Ronde van Duitsland ·
Ronde van Groot-Brittannië ·
Maryland Cycling Classic ·
GP Industria & Artigianato-Larciano ·
Coppa Sabatini ·
Grote Prijs van Fourmies ·
Grote Prijs van Wallonië ·
Ronde van Luxemburg ·
Super 8 Classic ·
Ronde van Langkawi ·
Ronde van het Münsterland ·
Ronde van Emilia ·
Coppa Bernocchi ·
Ronde van de Drie Valleien ·
Ronde van Piemonte ·
Ronde van het Taihu-meer ·
Parijs-Tours ·
Ronde van Veneto ·
Japan Cup ·
Veneto Classic